# Mérignat

Mérignat este o comună în departamentul Ain din estul Franței.